# Замак Топлице Милана
Замак Топлице Милана или Берковац је тврђава која се налази 20km југоисточно од Ваљева. Данас има остатака утврде.